# Resnik (ort i Montenegro)
Resnik är en ort i Montenegro. Den ligger i den nordöstra delen av landet, 80 km nordost om huvudstaden Podgorica. Resnik ligger 574 meter över havet och antalet invånare är 2 739.
Terrängen runt Resnik är huvudsakligen kuperad. Resnik ligger nere i en dal. Runt Resnik är det ganska glesbefolkat, med 48 invånare per kvadratkilometer. Närmaste större samhälle är Bijelo Polje, 2,2 km väster om Resnik. Omgivningarna runt Resnik är en mosaik av jordbruksmark och naturlig växtlighet.